# Miguel Porteous
Miguel Porteous (Hamilton, 14 de mayo de 1999) es un deportista neozelandés que compite en esquí acrobático, especialista en la prueba de halfpipe. Consiguió una medalla de plata en los X Games de Invierno 2017.

## Medallero internacional
| \| X Games de Invierno \| X Games de Invierno \| X Games de Invierno \| X Games de Invierno \| \| Año \| Lugar \| Medalla \| Prueba \| \| ------------------- \| ---------------------- \| ------------------- \| ------------------- \| \| 2017 \| Aspen (Estados Unidos) \| Medalla de plata \| Superpipe \| |                        |                  |           |
| X Games de Invierno |                        |                  |           |
| Año | Lugar                  | Medalla          | Prueba    |
| 2017 | Aspen (Estados Unidos) | Medalla de plata | Superpipe |